# 超市夜未眠
《超市夜未眠》（英語：Cashback）是西恩·艾利斯導演的兩部同名電影，包括了2004年的一部短片和2006年的一部長片。兩部電影都是由麗娜·鮑莎格製作，尚·碧加斯達夫和艾米麗雅·福克斯主演。電影於2006年9月10日在多倫多國際電影節首映。

## 劇情
Ben Willis是一位在藝術學院學繪畫的學生，在被女友Suzy甩了之後，他開始變得失眠。為了消磨晚上漫長的時間，他到當地的一家超市上晚班。在枯燥乏味的夜班工作時間裡，他施展自己豐富的想象力，把同事和顧客全都幻想成自己腦海中編織的故事的角色。他幻想時間“暫時停頓”，能夠凍結世界的藝術之美，以便仔細和從容地欣賞世間和人物的美。他對不太愛說話的女收銀員Sharon Pintey的美貌特別敏感，最後發現自己喜歡上了她。

## 角色
- 肖恩·比格斯塔夫 -  Ben Willis，一名藝術學院的繪畫學生
- 艾米麗雅·福克斯 - Sharon Pintey, Ben在超市工作的同事，學過西班牙語，後成為其女友
- Shaun Evans -  Sean Higgins，Ben的好友
- 米歇爾·雷恩 - Suzy, Ben的前女友
- Stuart Goodwin - Alan Jenkins，超市老闆
- Michael Dixon - Barry Brickman
- Michael Lambourne - Matt Stephens
- Gayle Dudley - Natalie的母親
- Marc Pickering - Brian
- Keeley Hazell - Frozen Girl in Sainsbury's
- Jared Harris - Alex Proud
- Hayley Marie Coppin - 男主家裡的瑞典學生

## 榮譽
短片贏得國際影展的14個獎項，並獲得2006年第78屆奧斯卡最佳真人短片獎提名。

### 短片
- Best European Short Film Festival (Grand Prix)
- 芝加哥國際電影節 (Gold Hugo)
- Leuven International Short Film Festival (觀眾獎)
- Lille International Short Film Festival (First Prize)
- Tribeca Film Festival (Best Narrative Short)
- FIKE 2005 - Évora International Short Film Festival (觀眾獎)

### 長片
- Bermuda International Film Festival (贏得 評審團獎)
- San Sebastian International Film Festival (贏得 C.I.C.A.E Award)

## 外部連結
- Cashback
- AllMovie上《Cashback》的资料（英文）
- 互联网电影数据库（IMDb）上《Cashback (2004)》的资料（英文）
- 互联网电影数据库（IMDb）上《Cashback (2006)》的资料（英文）
- Observer review of feature length film （页面存档备份，存于）
- British Films Catalogue listing